# Separació isotòpica

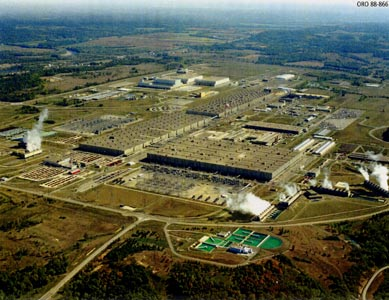
Planta d'enriquiment d'urani

La separació d'isòtops és el procés de concentrar isòtops específics d'un element químic mitjançant l'eliminació d'altres isòtops. L'ús dels núclids produïts és variat. La varietat més gran s'utilitza en la recerca (per exemple, en química, on els àtoms "marcadors" de núclids s'utilitzen per descobrir mecanismes de reacció). Per tonatge, la separació de l'urani natural en urani enriquit i urani empobrit és l'aplicació més gran. Aquest procés és essencial per a la fabricació de combustible d'urani per a centrals nuclears, i també és necessari per a la creació d'armes nuclears basades en l'urani. Les armes basades en plutoni utilitzen aquest element produït en un reactor nuclear, que s'ha d'utilitzar de manera que es produeixi plutoni ja en la mescla isotòpica adequada o en [nombre de l'element]. Tot i que diferents elements químics es poden purificar mitjançant processos químics, els isòtops del mateix element tenen propietats químiques gairebé idèntiques, cosa que fa que aquest tipus de separació sigui poc pràctica, amb l'excepció de la separació del deuteri .

## Història
La separació centrífuga d'isòtops va ser suggerida per primera vegada per Francis William Aston i Frederick Lindemann el 1919, i els primers experiments reeixits van ser publicats per Vigas i F. B. Haynes  sobre isòtops de clor el 1936. La primera separació a gran escala d'isòtops d'urani va ser aconseguida pels Estats Units en grans instal·lacions de separació per difusió gasosa al Laboratori Oak Ridge, que es va establir com a part del Projecte Manhattan . Aquests utilitzaven gas hexafluorur d'urani com a fluid de procés. Les barreres de difusió de pols de níquel i de malla de níquel electroplacat van ser pioneres per Edward Adler i Edward Norris.
Alguns elements isotòpicament purificats s'utilitzen en quantitats més petites per a aplicacions especialitzades, especialment en la indústria dels semiconductors, on el silici purificat s'utilitza per millorar l'estructura cristal·lina i la conductivitat tèrmica, i el carboni, amb una puresa isotòpica més alta, s'utilitza per fabricar diamants amb una conductivitat tèrmica més alta.

## Tècniques
Hi ha tres tipus de tècniques de separació d'isòtops:
- Aquelles que es basen directament en el pes atòmic de l'isòtop.
- Aquelles que es basen en les petites diferències en les velocitats de reacció química produïdes per diferents pesos atòmics.
- Aquelles basades en propietats no directament relacionades amb el pes atòmic, com ara les ressonàncies nuclears .

El tercer tipus de separació encara és experimental; totes les tècniques pràctiques de separació depenen d'alguna manera de la massa atòmica. Per tant, generalment és més fàcil separar isòtops amb una diferència de massa relativa més gran. Per exemple, és més fàcil de separar el deuteri que té el doble de massa que l'hidrogen ordinari (lleuger) que no pas  separar l'urani-235 de l'urani-238, que és més comú. A l'altre extrem, la separació del plutoni-239 fissible de la impuresa comuna plutoni-240, tot i que és desitjable perquè permetria la creació d'armes de fissió de tipus canó a partir del plutoni, s'accepta generalment que no és pràctica.

## Cascada d'enriquiment

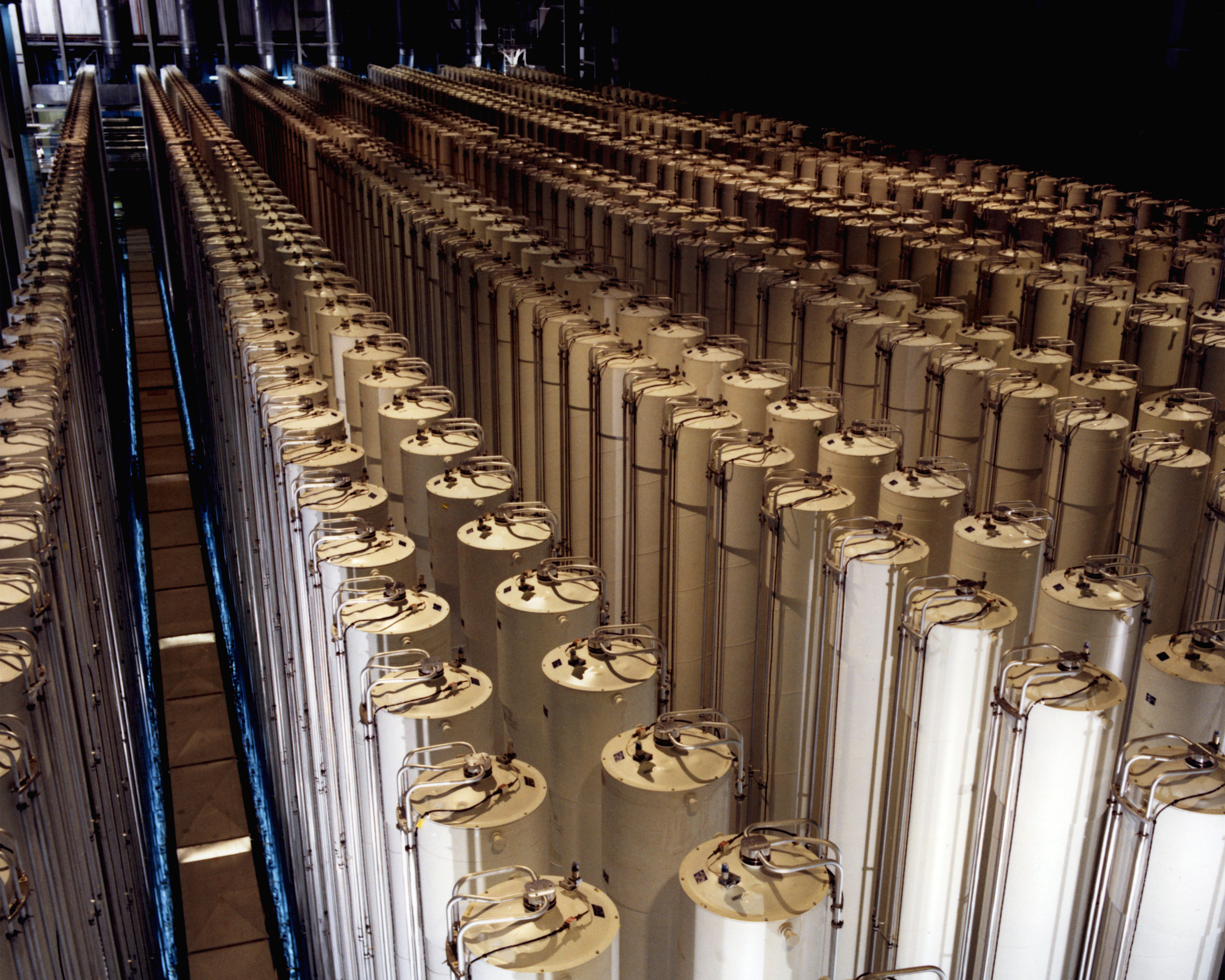
Una cascada de centrifugadores de gas en una planta d'enriquiment d'urani dels EUA.

Tots els esquemes de separació d'isòtops a gran escala utilitzen diverses etapes similars que produeixen concentracions successivament més altes de l'isòtop desitjat. Cada etapa enriqueix encara més el producte del pas anterior abans de ser enviat a la següent etapa. De la mateixa manera, els residus de cada etapa es retornen a l'etapa anterior per al seu processament posterior. Això crea un sistema d'enriquiment seqüencial anomenat cascada . Hi ha dos factors importants que caracteritzen el rendiment d'una cascada. El primer és el factor de separació, que és un nombre superior a 1. El segon és el nombre d'etapes necessàries per obtenir la puresa desitjada.

### Cascades de centrifugadores en el context del programa nuclear iranià
L'Agència d'Energia Atòmica va afirmar que s'havien posat en marxa quatre noves cascades de centrifugadores de gas a Teheran. Sobre la planta de Natanz, una de les principals d’Iran, cada cascada pot contenir aproximadament 148 a 174 centrifugadores, depenent del model utilitzat. Per exemple, s’han documentat cascades amb 348 centrifugadores del tipus IR-2m en algunes instal·lacions. En total, Natanz operava amb unes 70 cascades i prop de 10.000 centrifugadores abans dels danys recents.
Resumint: cada cascada no és només una unitat simbòlica, sinó una estructura tècnica amb una capacitat concreta i significativa
| Model de centrífuga | centrifugadores per cascada | Nivell d’enriquiment estimat | Comentaris                         |
| ------------------- | --------------------------- | ---------------------------- | ---------------------------------- |
| IR-1 (model antic)  | 164                         | ~5% U-235                    | Instal·lades a Natanz i Fordow     |
| IR-2m               | 174                         | >5% U-235                    | Més eficients que les IR-1         |
| IR-4                | 164                         | ~10–20% U-235                | Model desenvolupat internament     |
| IR-6                | 164 o menys                 | fins al 60% U-235            | Utilitzat en cascades avançades    |
| IR-8 i IR-9         | En prova                    | Capacitat superior           | Encara no operatives a gran escala |

Aclariment: el límit d’enriquiment permès per l’Acord Nuclear (JCPOA) era del 3,67%, però algunes cascades actuals d’Iran han arribat a enriquiments superiors al 60%, cosa que ha generat una alarma internacional.